# Ягодное (Рязанская область)
Ягодное — село в Сараевском районе Рязанской области России. Центр Ягодновского сельского поселения.

## Расположение
Расположено на юго-востоке Сараевского района Рязанской области при слиянии рек Пара и Ягодновка. Расстояние до Сараев — 21,5 км, до Рязани — 152 км.

## История
Впервые этот населенный пункт упоминается в Козловских писцовых книгах как деревня Ягодная поляна в 1665 году. Первыми жителями новой деревни были козловские служилые люди, однодворцы - солдаты Белгородского полка. Население Ягодной поляны быстро росло и уже в 1676 году деревня впервые упоминается в качестве села Ягодное. В этом же году впервые в документальных источниках упоминается и Ягодновская церковь Иоанна Богослова. В ночь на 21 августа 1831 года в селе Ягодное бушевал страшный пожар, который уничтожил десятки домов и церковь. Все, что удалось спасти из церкви, было бережно перенесено в село Мордово и хранилось до построения в Ягодном новой церкви. Церковь была построена в 1839 году.

## Население
| 1859 | 1897  | 1906  | 2010 |
| ---- | ----- | ----- | ---- |
| 1616 | ↗2730 | ↗3180 | ↘275 |